# Incunabula (album)
Incunabula – debiutancki album zespołu Autechre, wydany przez Warp Records w 1993 roku i zarazem 7. album z serii Artificial Intelligence. Nazwa pochodzi z łaciny i oznacza inkunabuły, co jest ogólnym określeniem „czegoś w pierwszych fazach rozwoju”.
Utwór „Kalpol Introl” został wykorzystany przez Darrena Aronofnsky'ego w filmie π, natomiast utwór „Bike” w soundtracku do Grand Theft Auto: Episodes from Liberty City (stacja Self-Actualization FM). Ponadto „Lowride” zawiera sample z „The Doo Bop Song” Milesa Davisa.

## Lista utworów
1. "Kalpol Introl" – 3:18
2. "Bike" – 7:57
3. "Autriche" – 6:53
4. "Bronchus 2" – 3:33
5. "Basscadet" – 5:23
6. "Eggshell" – 9:01
7. "Doctrine" – 7:48
8. "Maetl" – 6:32
9. "Windwind" – 11:15
10. "Lowride" – 7:15
11. "444" – 8:55